# Formica obtecta
Formica obtecta é uma espécie de formiga do gênero Formica, pertencente à subfamília Formicinae.